# Rhytidocystis cyamus
Rhytidocystis cyamus is een soort in de taxonomische indeling van de Myzozoa, een stam van microscopische parasitaire dieren. Het organisme komt uit het geslacht Rhytidocystis en behoort tot de familie Rhytidocystidae. Rhytidocystis cyamus werd in 2009 ontdekt door Rueckert & Leander.